# Fernand Braudel
Fernand Braudel (Luméville-en-Ornois, Francia, 24 de agosto de 1902-Cluses, Francia, 27 de noviembre de 1985) fue un historiador francés que revolucionó la historiografía del siglo XX, al considerar los efectos de la economía y la geografía en la historia total. Fue, también, uno de los miembros más destacados de la escuela de los Annales.

## Biografía

### Inicios
Nació en la villa Luméville-en-Ornois, en el departamento de Mosa de la Lorena francesa, a cuarenta kilómetros al sur de Bar-le-duc, en donde vivió con su abuela paterna. Vivir en la zona rural de Lorena le marcó, recordaría en su vejez, la importancia del estudio de la vida cotidiana de las personas. "Sigo siendo un historiador de origen campesino, y lo puedo decir con orgullo". De joven se inclinó por la medicina, pero su padre, profesor de matemáticas, le convenció de que optara por la historia, la cual finalmente aceptó. Fue buen estudiante de griego y latín, así como poeta.
En 1923 se inició como profesor de historia en Bar-le-Duc. Después viajó a Argel, entonces una colonia francesa, a enseñar historia. Durante dicha estancia conoció por diversos seminarios a Henri Berr y Henri Hauser. De vuelta a Francia en 1932, trabajó como profesor de escuela secundaria, y se encontró con Lucien Febvre, el cofundador de la publicación Annales, maestro que tendría una gran influencia en su trabajo. Es en esta estancia en donde se interesó y quedó fascinado por vez primera por el Mediterráneo. Después regresó a París, y entre 1932 y 1935 dio clases en los liceos Pasteur, Condorcet, y Henry IV.

### Brasil
Hacia 1935 viajó a São Paulo para fundar la cátedra universitaria de historia, invitado por Julio de Mesquita Filho, quien invitó también a Claude Lévi-Strauss. El resultado de dichos esfuerzos colectivos fue la Universidad de São Paulo. Braudel aseguraría que fue uno de los periodos más felices de su vida la estancia en América Latina, la cual estuvo presente durante toda su vida en sus apreciaciones y comentarios.

### Vuelta a Europa y participación en la guerra
La historia se nos presenta, al igual que la vida misma, como un espectáculo fugaz, móvil, formado por la trama de problemas intrínsecamente mezclados y que puede revestir, sucesivamente, multitud de aspectos diversos y contradictorios. Esta vida compleja, ¿cómo abordarla y cómo fragmentarla a fin de aprehender algo? Numerosas tentativas podrían desalentarnos de antemano. No creemos ya, por tanto, en la explicación de la historia por este u otro factor dominante. No hay historia unilateral.
Fernand Braudel, La Historia y las Ciencias Sociales (1968)

En 1939, al estallar la Segunda Guerra Mundial se alistó en el ejército, pero fue capturado en 1940 y hecho prisionero de guerra en Alemania, en un campamento cerca de Lübeck, y también en la ciudadela de Maguncia, donde, trabajando solo con su propia memoria, sentó las bases de su futuro e importante trabajo que titularía La Méditerranée et le Monde Méditerranéen a l'époque de Philippe II (El Mediterráneo y el mundo mediterráneo en la época de Felipe II). Después de la guerra, trabajó con Febvre en una nueva universidad, fundada separadamente de la Sorbona, y dedicada a la historia social y económica.

## El Mediterráneo y el mundo mediterráneo en la época de Felipe II

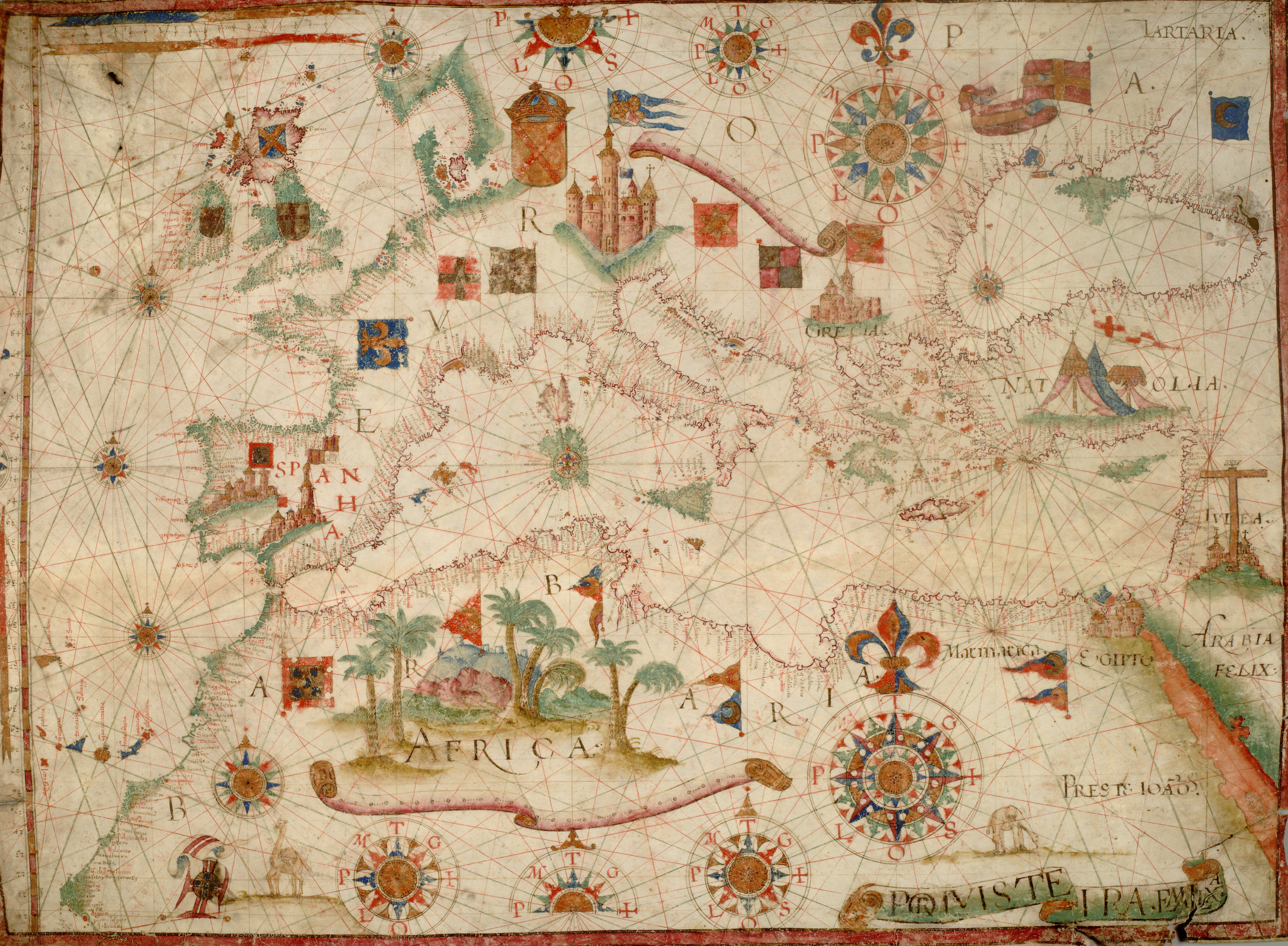
Portolano del Mediterráneo, de Luis Teixeira. Lisboa. 1600.

El 1 de marzo de 1947 defiende su tesis de doctorado y obtiene el título de doctor en Letras. El jurado es presidido por Roger Dion y está compuesto por Émile Coornaert, Lucien Febvre, Marcel Battalion, Ernest Labrousse y Gaston Zeller, quienes de manera unánime la declaran sobresaliente.
Su tesis trata sobre el mundo mediterráneo en la época de Felipe II y es publicada en 1949. La tesis tiene un impacto considerable entre los historiadores, incluso entre los no especialistas.
Contra la historiografía tradicional, que narraba acontecimientos principalmente políticos, Braudel pretendía escribir una historia que, en su célebre visión del tiempo histórico en tres niveles, pusiera el énfasis en la “larga duración” y la coyuntura, relegando la corta duración, los acontecimientos. Consideraba a estos la espuma de la ola de la Historia. Era necesario estudiar los grandes procesos de la Historia para poseer una comprensión cabal y profunda de ella. La obra más representativa de esta postura es La Méditerranée, libro dividido en tres secciones, uno para la larga duración, otro para la mediana y, por último, otro para la corta duración, los acontecimientos y los personajes de la historia más tradicional, como lo fue el mismo Felipe II.
La contribución fundamental de su trabajo radica en:
- la inversión deliberada del objeto estudiado (el Mediterráneo en detrimento de Felipe II) en comparación con los cánones de la historia política entonces dominante;
- la implementación de un nuevo enfoque de la temporalidad histórica.

Después de su muy larga gestación, el libro se publicó en 1949. Para su segunda edición en 1966 realiza algunas modificaciones, pero conserva la parte principal de la arquitectura de la obra. Sus partes se titulan:
1. El Medio. Más que un marco geográfico, es un estudio sobre las montañas, las penínsulas, los mares, los confines ... En este capítulo, que aborda por ejemplo las diferencias entre la trashumancia y el nomadismo, aborda, por primera vez, la cuestión del cambio climático (problema revolucionario de la época, que será retomado por Emmanuel Le Roy Ladurie en 1961, con "La historia del clima desde el año mil"), estudia la cuestión de la red de carreteras y ciudades ... que a la larga, puede permitirse atajos, saltos cronológicos que hace explícitos en su famoso artículo de 1958.[7]
2. Destinos colectivos y movimientos generales. Esta parte está orientada a la economía. Se trata de los metales preciosos, el comercio, las fluctuaciones monetarias, el precio de las especias ..., pero no descuida los imperios, las sociedades, las civilizaciones, circunstancias diferentes. Aquí nuevamente, los trabajos posteriores (como "La gramática de las civilizaciones") ya son perceptibles en esta sección.
3. Eventos, política y hombres. En ella estudia los acontecimientos, sus relaciones, sus influencias; desde la abdicación de Carlos V hasta la batalla de Lepanto a través de la formación de la Santa Liga y los desfiles de jenízaros en Constantinopla. Esta parte podría considerarse más tradicional, pero debe tomarse en relación con las dos anteriores.

El Mediterráneo ... es por lo tanto un monumento epistemológico e historiográfico, la obra más representativa de esta escuela de pensamiento que es la Escuela de los Anales, la obra histórica quizás más significativa del siglo XX. Sin embargo, cuando se examina a posteriori, no está exenta de algunos reproches.

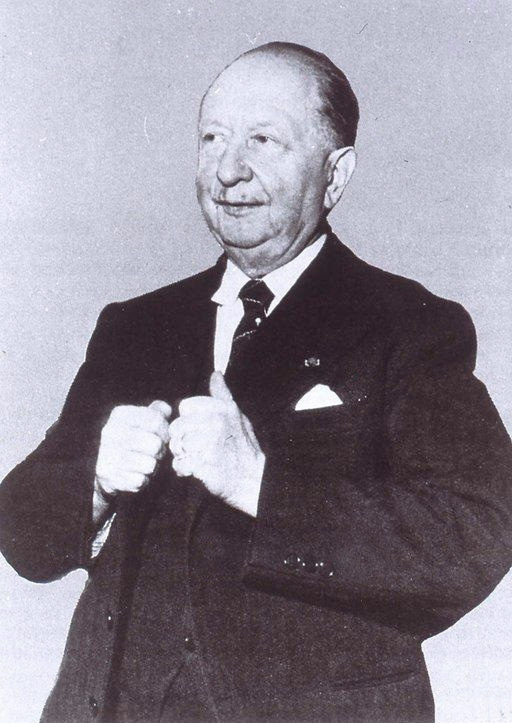
Lucien Febvre, su colega y mentor

Se ha objetado, por ejemplo, que la famosa división de temporalidades en etapas sucesivas carecía de comunicación y puentes entre estas etapas. El desafío es explicar las interacciones entre estos sucesivos "estratos" y Braudel puede haber dado la impresión de demasiada compartimentación de sus temporalidades. A menudo se da un ejemplo: las interacciones entre la Pequeña Edad de Hielo (clima, larga duración), las malas cosechas resultantes (economía, temporalidad promedio), siendo ellas mismas uno de los factores desencadenantes de la Revolución Francesa (tiempo corto, evento). Sobre la base de este ejemplo, los historiadores han criticado a Braudel por su estratificación demasiado rígida y el pequeño número de interacciones propuestas en el Mediterráneo.

### Sección sexta de laEcole Pratique des Hautes Etudes
El período de su vida que se abre en esta posguerra inmediata, después de la defensa de su tesis de doctorado, es un buen momento para Braudel. Estuvo asociado, en 1947-1948, con Lucien Febvre y Charles Morazé en la creación de la sección sexta de la École pratique des hautes études. Esta nueva sección (cuyo subtítulo es: Economía, Sociedades, Civilizaciones) está abierta a todas las ciencias humanas, y no favorece únicamente a los historiadores. Fue fundada por Charles Morazé, en parte gracias al mecenazgo de la Fundación Rockefeller, y está presidida por Lucien Febvre. Fernand Braudel se convierte en su secretario (también se convierte en uno de los directores de Les Annales). Esta sexta sección se convirtió en una de las únicas instituciones importantes de investigación y enseñanza de las ciencias humanas en Francia en los años cincuenta y sesenta.
Fernand Braudel también se convirtió en ese momento en el presidente del jurado de agregación de historia, posición, que mantuvo hasta 1955. Finalmente, la última consagración, ya que se le eligió el 27 de noviembre de 1949 para la silla de la civilización moderna del Colegio de Francia, contra André Leroi-Gourhan y Claude Levi-Strauss.

## El largo plazo, las civilizaciones, el estructuralismo y el mayo del 68
Se acerca a las décadas de 1950 y 60 más como coordinador que como investigador. Coordinador porque las ciencias del hombre están, después de la guerra, divididas entre el conservadurismo y el comunismo. Está ubicado, con los Annales, en medio de estas corrientes intelectuales.
Para los comunistas, Los Anales son considerados socialdemócratas (lo que equivalía a un insulto), reprochan a Braudel su visión de la historia demasiado permanente; mientras que los conservadores lo consideran como un marxista (lo que, desde el punto de vista de su bagaje intelectual, no es falso). Estos años se colocan bajo una cierta tensión (la Guerra Fría) y Braudel efectua un viaje "diplomático" a los Estados Unidos en 1955 para asegurar la continuidad de becas de la Fundación Rockefeller. Siempre apegado a la agrupación de las disciplinas, recluta en la sección VI de la EPHE a Clemens Heller, que pronto se convierte en su segundo.
Lucien Febvre murió el 26 de septiembre de 1956 y dejó a Braudel solo en los controles de Los Anales, y en la dirección de la sección VI de la EPHE. A pesar de que ha sido desplazado de la presidencia del jurado de agregación, intenta lanzar una generación completa de investigadores que garantizarán la continuidad de Los Anales. Ellos son Jean-Pierre Vernant, Emmanuel Leroy-Ladurie, Georges Duby, Jacques Le Goff, François Furet. Pero también ve más allá de la historia y también integra en la sexta sección a Roland Barthes y Jacques Lacan, entre otros.
En él se esbozan su estrategia de unificación de las humanidades en su famoso artículo de 1958: Historia y ciencias sociales: a largo plazo, que escribió como reacción viva a la publicación del libro de Claude Levi-Strauss, Antropología estructural. Rechaza el breve momento de los hechos que considera que divide las ciencias humanas, y hace de pasada un homenaje a Karl Marx (quien, según él, fue el primero en crear un modelo científico unificador de una larga duración histórica, pp. 739–741). Este artículo es, por lo tanto, un manifiesto para la unificación de estas diferentes ciencias, que pasa por temas unificadores; la larga duración es entonces, según él, un concepto que permite la convergencia deseada (página 753).
En 1962 escribió una Historia de las Civilizaciones, como base para un curso básico de historia, pero su rechazo de la narrativa tradicional basada en los eventos superficiales, era demasiado radical para el Ministerio francés de educación, que lo rechazó.
El concepto Braudeliano la civilización se define con bastante precisión de la siguiente manera: es ante todo un espacio de bienes, un espacio cultural al que están sujetos los bienes (materiales o no) con una coherencia entre ellos. Si, además de esto, se observa una permanencia en el tiempo, entonces Braudel define una civilización (Braudel, 1993: 292). Esta visión es muy similar a la de los arqueólogos actuales (que definen "culturas" que evolucionan en el espacio y el tiempo, a través de herramientas tales como tablas cronocronológicas). Este trabajo, sin embargo, ha permanecido fuera del currículum académico y no ha sido integrado por la educación nacional francesa.
Se convirtió, en 1963, en administrador de la Casa de las ciencias del hombre (fundada en gran parte gracias al trabajo de Gaston Berger). Se trata una entidad global en la que trae investigadores de toda Europa y de más allá (Eric Hobsbawn o Immanuel Wallerstein, entre otros, han pasado por esta casa). Le permite una acumulación de trabajos y contactos que lo ayudan a trabajar eficazmente sobre la civilización material, la economía y el capitalismo.
Ahora, con influencia internacional (es, por ejemplo, el primer académico no comunista que viajó a la URSS y los países del Pacto de Varsovia en 1958), fue testigo de la efervescencia estructuralista de los años sesenta. Aunque nutridos en la escuela de Les Annales, los estructuralistas (entre ellos Jacques Derrida, Claude Lévi-Strauss, Roland Barthes o Louis Althusser) se destacan poco a poco de la influencia braudeliana. Paul Ricœur, por ejemplo, reprocha a Braudel el obedecer demasiado, en El Mediterráneo ..., las reglas de la historia (Ricœur 1991).
De todos los estructuralistas, que buscan dónde está la libertad del hombre en relación con las estructuras, el que lleva más lejos la distancia con Braudel es Michel Foucault. En sus dos libros, Les mots et les choses (1966) y Archéologie du savoir (1969), ataca los largos períodos de Braudel. Según él, no presentan suficientes movimientos, no incluyen suficientes revoluciones. Michel Foucault quiere, a diferencia del enfoque de Braudel, insistir en las rupturas y las cesuras. De hecho, tuvo una influencia muy grande entre los estudiantes de la Sorbona, y la influencia de Braudel fue cada vez menor en las ciencias humanas.
Esta corriente estructuralista también tiene influencias incluso entre los historiadores. Poco a poco, surgen dos corrientes. Una de ellas va a una historia de mentalidades (encarnada por Jacques Le Goff y Georges Duby), mientras que la otra, por reacción, tiende a un retorno al individuo en la Historia. Estas dos corrientes son por lo tanto muy diferentes de las perspectivas de Braudel, que trabajó en ese momento en las estructuras económicas.
La otra ruptura a fines de la década de 1960 es obviamente la sacudida de mayo del 68. Aunque Braudel percibió el bloqueo institucional de la universidad, está profundamente "conmocionado" por los acontecimientos, y a pesar de que el movimiento ha salido de la Sorbona, la sexta sección de la EPHE no es salvada del movimiento de protesta. Finalmente, percibiendo que está en contradicción con la nueva generación de historiadores que se están moviendo hacia problemas más restringidos y menos globalizadores, se aparta en 1969 de la dirección de la revista Les Annales, mientras permanece en el comité de dirección y en un consejo de administración compuesto por André Burguière, Emmanuel Leroy Ladurie, Jacques Le Goff, Marc Ferro y Jacques Revel.
Este desapego de la actualidad le permite concentrarse en la civilización material, la economía y el capitalismo. Ya antes de su retiro (en 1972), y aunque goza de una gran reputación internacional, su influencia en la historiografía disminuye.

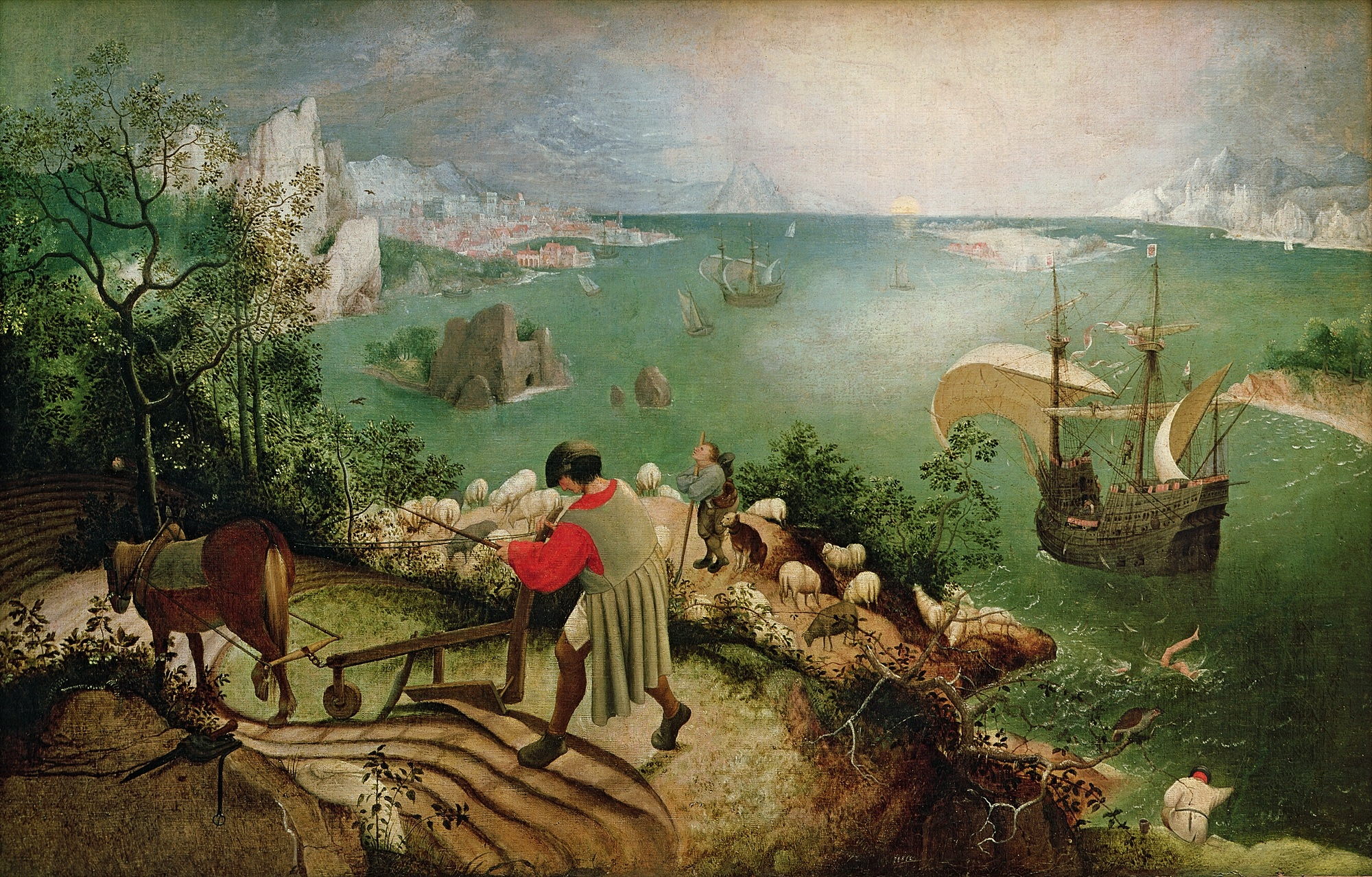
La pintura de Brueghel que sirve de cubierta para el primer volumen de Civilización material

## Civilización material, economía y capitalismo - siglos XV y XVIII
El año 1979 marca el segundo pico en la carrera editorial de Fernand Braudel. En este libro, Braudel defiende en particular la idea de que el capitalismo no es una ideología sino un sistema económico desarrollado gradualmente por el juego de estrategias de poderes. Este libro tuvo un gran impacto internacional y especialmente cuando se tradujo en los Estados Unidos.
Lucien Febvre había pedido a Fernand Braudel que abordara una historia material de Occidente, en 1952. La obra tomó una escala inesperada, y publicó el primer volumen en 1967, pero no fue hasta 1979 que finalmente aparecen los siglos XV y XVIII de la edición de Civilización material, economía y capitalismo. Este trabajo es el segundo trabajo a gran escala de Braudel, con El Mediterráneo ... (con quien comparte su larga gestación).
En ella sigue su concepto del largo plazo y trata con el mundo como un todo para finalmente dar una idea de la dinámica del capitalismo. El trabajo está dividido en tres volúmenes, tres estratos a través de los cuales percibe la vida material por un lado, la economía después y el capitalismo como un todo, finalmente.
1 - Las estructuras de la vida cotidiana: este primer volumen analiza la civilización material, a escala global, de forma sistemática. Después de un análisis del número de hombres y su evolución, se ocupa de la comida, lo primero que en principio es superfluo. Siguen capítulos sobre vestimenta, vivienda y energías. Pinta la imagen de una economía "a nivel del suelo", debajo del mercado (todo lo que no entra en el mercado, una base de la economía). Este volumen es como un vasto "inventario" material del mundo antes de la revolución industrial. La larga duración permite observar que esta civilización material, aunque conoce muchas evoluciones, obedeció aproximadamente a las mismas leyes desde el Neolítico.
2 - Los juegos de intercambio: estudiando las reglas comunes de intercambio y buscando todos estos juegos (desde el trueque más simple hasta el capitalismo más sofisticado), Braudel no solo tiene una visión de la interpenetración de sus puestas en escena, sino también tiene una visión del capitalismo naciente. En su propuesta para una lectura global del mundo, ve que el capitalismo fluye hacia las desigualdades existentes y también propone una gramática que descifra estos intercambios. Al ver el mercado como un estado de naturaleza, situado entre la producción y el consumo, ve una real complementariedad entre la economía de mercado y el capitalismo. Dice que está ...

Totalmente de acuerdo con Galbraith y con Lenin, con la diferencia de que la distinción sectorial entre lo que se llama "economía" (o economía de mercado) y el "capitalismo" no me parece una característica nueva, sino una constante en Europa desde la Edad Media. Por otro lado, también es necesario agregar al modelo preindustrial un tercer sector: la planta baja de la no economía, una especie de suelo donde el mercado tiene sus raíces, pero sin asirlo en su masa. Esta planta baja sigue siendo enorme. Por encima, la zona por excelencia de la economía de mercado multiplica los vínculos horizontalmente entre los diversos mercados; un cierto automatismo suele vincular la oferta, la demanda y el precio. Finalmente, junto a él, o mejor sobre este mantel, la zona de contramercado es el reino del trabajo y el derecho del más fuerte. Aquí es donde el dominio capitalista se mantiene por excelencia, tanto ayer como hoy, antes y después de la Revolución Industrial.

- Braudel, Civilización material ..., 1979, p. 197
A diferencia de los marxistas, no ve la lucha de clases como el marco de un movimiento social, sino como una de sus partes integrantes.
3 - El tiempo del mundo: este último volumen es para él la ocasión para avanzar que el desarrollo del capitalismo no es posible sin la acción de un mercado mundial (es Braudel quien introduce la noción de "economía-mundo", donde la economía es un mundo en sí mismo). Este desarrollo se realiza de acuerdo con los polos (donde el capitalismo está muy desarrollado en un "centro", como una ciudad-estado, que influye en las regiones vecinas, pero dejando de lado enormes márgenes externos). Estos polos fueron, según la cronología, Génova y Venecia, luego Amberes, Ámsterdam; Londres e Inglaterra ... Esto permite a Braudel ubicar sus observaciones en el espacio, pero también en el tiempo (con la transición de las ciudades-estado a los mercados nacionales).
La civilización material ... es, por lo tanto, una revolución de perspectiva, una gran contribución a la comprensión del capitalismo (como lo fueron las obras de Adam Smith y Karl Marx en su tiempo), que fue un gran éxito en las librerías en Francia pero también en los Estados Unidos.

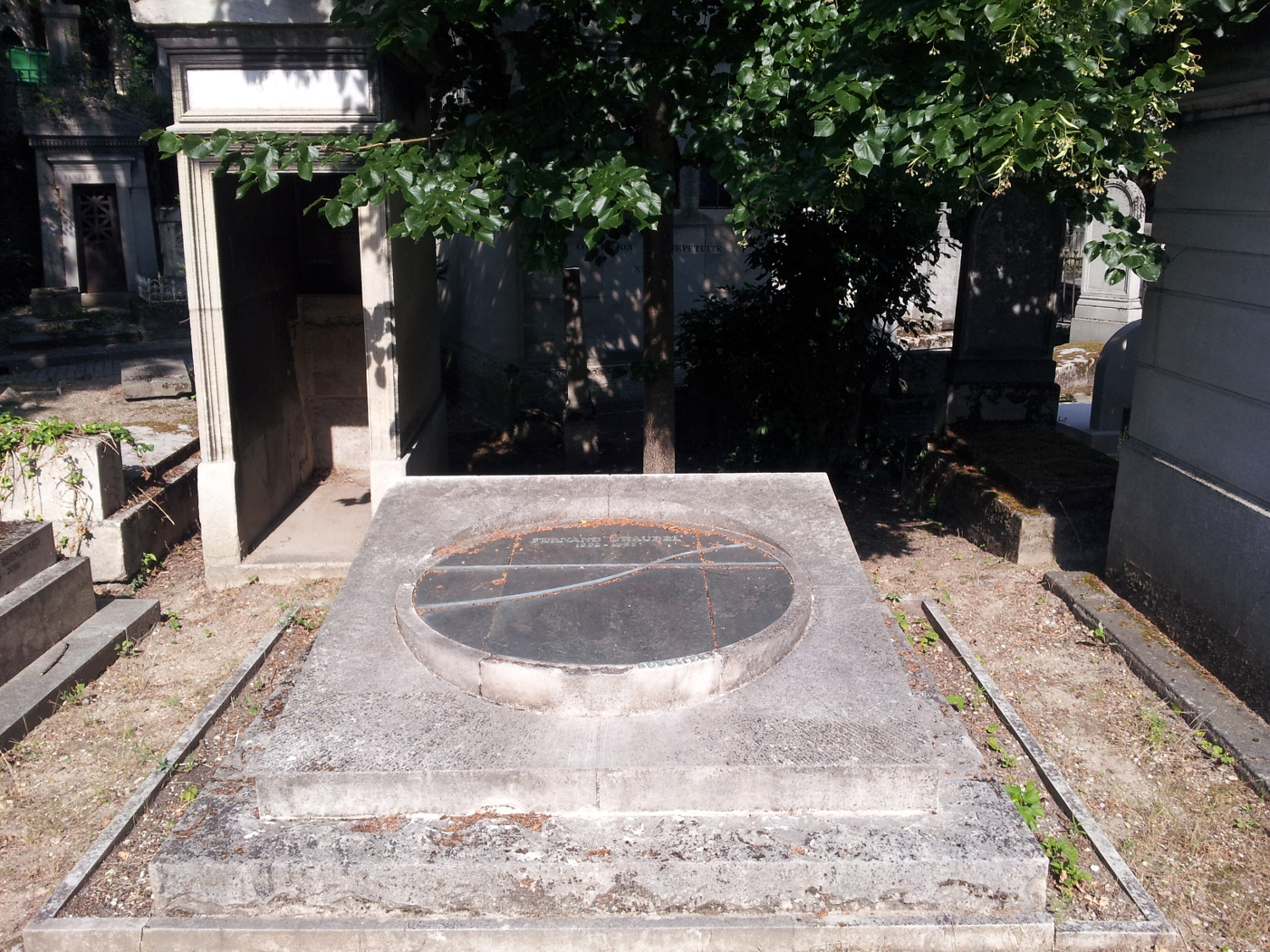
Tumba de Fernand Braudel en el Cementerio del Père Lachaise, París, Francia.

## Las últimas obras
El final de su vida es particularmente fructífero; escribió una serie de artículos metodológicos que publicó en 1969 en Écrits sur l'Histoire. También publica Le Modèle Italien, publicado en 1974 en italiano e independientemente y en francés en 1986. Este libro trata de la civilización y está orientado hacia la historia cultural. También publica un Mediterráneo para el público en general (el primer volumen en 1977, el segundo en 1978), así como un álbum sobre Europa (1982), La Civilisation, l'histoire et l'aliment, en 1983, y otro álbum sobre Venecia (1984).
Sin embargo, su última obra a gran escala está dedicada a la historia de Francia, de la cual, lamentablemente, puede completar solo el primer volumen: La identidad de Francia, publicada un año después de su muerte, en 1986. Comenzada en 1981 esta historia quiere ser global, y la larga duración es constantemente solicitada. Sigue mezclando la historia más memorable con la estructura más oculta. En cada punto específico, aísla, resalta la especificidad del problema a resolver antes de tratarlo en su totalidad, como en el extracto que se cita a continuación:

Hasta ahora, he considerado el espacio como un invariante. Pero obviamente varía, la verdadera medida de la distancia es la velocidad de los movimientos del hombre. Ayer, su lentitud fue tal que el espacio estaba encerrado, aislado. Francia "hexagonal", unidad de muy pequeña escala en la escala actual, era todavía un gran espacio, que nunca dejó de desplegar sus caminos y sus obstáculos. [...] Así que no se sorprendan si la llamada Guerra de los Cien Años nunca afectó a todo nuestro territorio; tampoco las Guerras de Religión (1562-1598) que duraron más de un tercio de siglo. La distancia sola es un obstáculo, una defensa, una protección, una prohibición [...].
Fernand Braudel, La identidad de Francia, p. 105

Además de sus últimos trabajos, la consagración mundial le llegó en 1977 en la apertura del Centro Fernand Braudel en la Universidad de Binghamton, Nueva York. Este centro fue dirigido por su antiguo discípulo Immanuel Wallerstein hasta 2005. También es corresponsal de muchas academias extranjeras, incluidas las de Budapest, Múnich, Madrid, y Belgrado; Es doctor honorario de varias universidades, incluyendo Oxford, Bruselas, Madrid, Varsovia, Cambridge, Yale, Ginebra, Padua, Leiden, Montreal, Colonia, y Chicago. Sus escritos se traducen en todo el mundo: El mundo mediterráneo y mediterráneo en la época de Felipe II se publica en inglés, español, alemán, portugués, polaco, turco, italiano y sueco; pero también en serbocroata, chino, húngaro, coreano, ruso, búlgaro ...
En febrero de 1979, se encontraba entre los 34 signatarios de la declaración redactada por Léon Poliakov y Pierre Vidal-Naquet para desmantelar la retórica negacionista de Robert Faurisson.
Fue elegido para la Academia Francesa el 14 de junio de 1984, en la silla de André Chamson, y Maurice Druon hizo su discurso introductorio.
Sus dos últimas apariciones públicas son, por un lado, un simposio organizado en su honor en Châteauvallon en octubre de 1985, titulado Una Lección de Historia de Fernand Braudel. Fue durante este coloquio, celebrado pocas semanas antes de su muerte, que reafirmó, por una parte, que la historia debe unificar las ciencias humanas, y que tomó públicamente posiciones políticas, lo que él nunca realmente había hecho su vida como historiador.
La otra última intervención, en octubre de 1985, puede verse como un ciclo finalmente completado y es un curso impartido a jóvenes estudiantes de un colegio en Châteauvallon sobre el asedio de la ciudad en 1707. Una grabación filmada retiene este último curso del profesor Fernand Braudel.
Murió en la noche del 27 al 28 de noviembre de 1985 en Saint-Gervais y está enterrado en el cementerio de Pere-Lachaise (32.ª división). La Sra. Paule Braudel murió el 2 de enero de 2017 a los 102 años.
Braudel es considerado como uno de los más grandes historiadores contemporáneos, destacable por el énfasis con que marca el papel de los factores socioeconómicos en la creación y narración de la historia, y por la unión que proponía entre las diferentes ciencias sociales, en que trabajó toda su vida.

## Reconocimientos

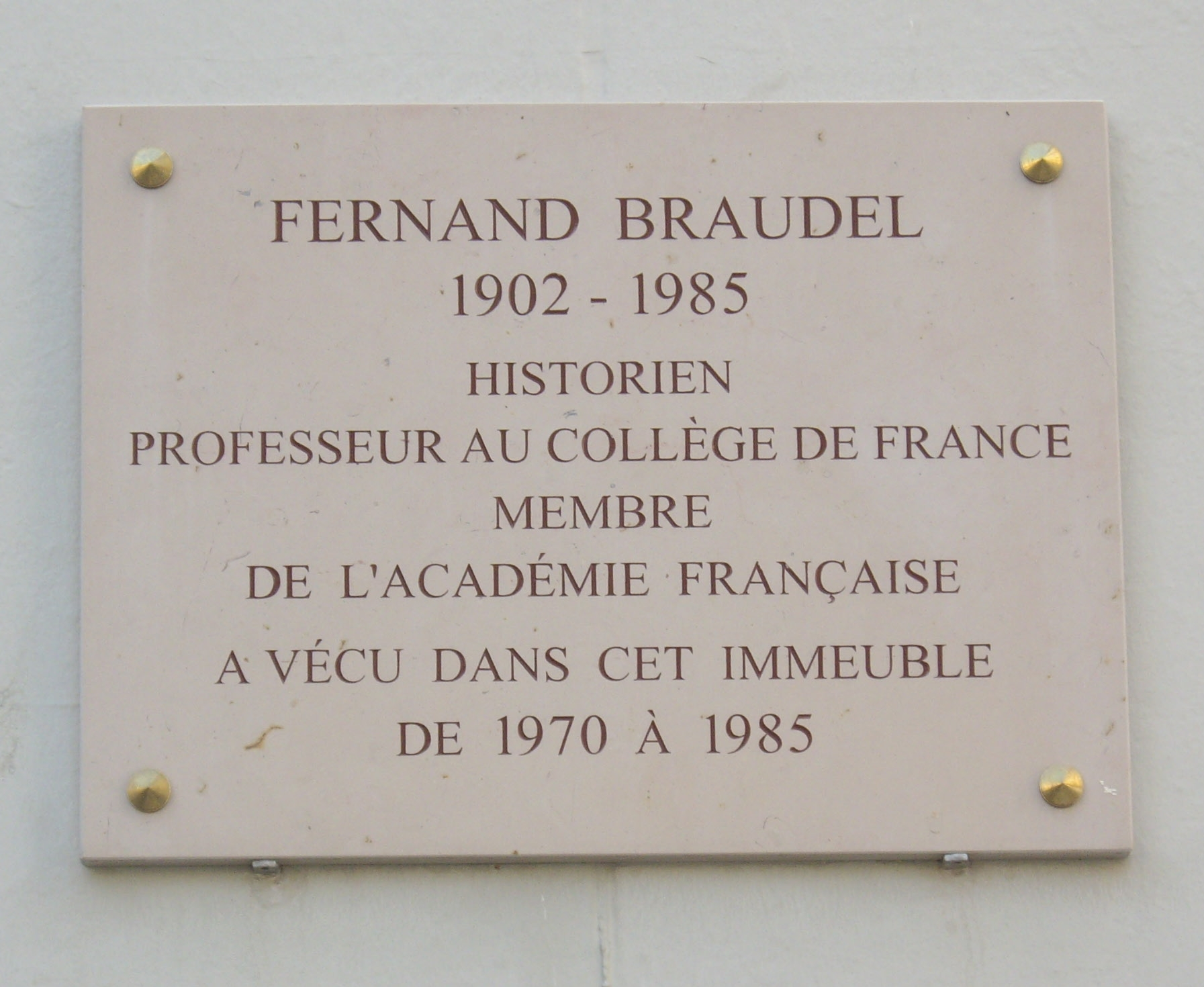
Placa colocada en el N° 59 de la rue Brillat-Savarin, París 13, Francia, donde vivió Fernand Braudel desde 1970 a 1985.

- La Universidad de Binghamton cuenta con el Centro Fernand Braudel, dirigido por Immanuel Wallerstein.
- Recibió la Orden Nacional de la Legión de Honor, máximo condecoración francesa.
- Fue doctor Honoris Causa por las universidades de Oxford, Bruselas, Madrid, Varsovia, Cambridge, Yale, Génova, Padua, Leiden, Montreal, Colonia, y Chicago.